# Stanisław Kostka Dembiński (1708–1781)
Stanisław Kostka Dembiński herbu Nieczuja (ur. 20 grudnia 1708 w Kosocicach – zm. 11 grudnia 1781 w Kotlicach) – wojewoda krakowski od 1779 roku, kasztelan wojnicki od 1764 roku, podczaszy krakowski w latach 1758–1764, starosta wolbromski w 1752 roku.

## Życiorys
W 1733 roku podpisał elekcję Stanisława Leszczyńskiego. 
W 1750 wybrany posłem na sejm. Był członkiem konfederacji Czartoryskich w 1764 roku, posłem województwa krakowskiego na sejm konwokacyjny (1764). 
W 1764 roku podpisał elekcję Stanisława Augusta Poniatowskiego. Poseł województwa krakowskiego na sejm koronacyjny 1764 roku. W 1764 roku został wyznaczony senatorem rezydentem. 
W 1779 został kierownikiem Komisji Dobrego Porządku w Krakowie.
W 1765 odznaczony Orderem Świętego Stanisława, w
1774 został kawalerem Orderu Orła Białego.